# Datanet Systems
Datanet Systems este o companie de IT din România.
Compania a fost înființată în 1998 și oferă un portofoliu complet de produse și servicii profesionale pentru rețelele de comunicare de date, voce și video, incluzând planificarea, proiectarea, integrarea și implementarea de soluții, precum și servicii de optimizare a acestora.
Acționarii Datanet Systems sunt Soitron AS cu 51% din acțiuni, Vasile Velicu, Gabriel Musat, Dragos Stroescu, Clementina Daniela Velicu, fiecare deținând 12,25% dintre acțiunile companiei.
Datanet este principalul partener al Cisco România, filiala locală a celui mai mare producător de echipamente de rețea.

## Istoric
Soitron este o companie slovacă fondată în 2003 și care deține controlul altor companii din Bulgaria, Turcia, Republica Cehă și Slovacia.

### Număr de angajați
Număr de angajați în 2009, 35. Actualmente compania numără 50 de angajați.

### Cifra de afaceri
- 2013: 15,6 milioane euro
- 2009: 14,4 milioane euro[4]
- 2008: 13,6 milioane euro[2]
- 2006: 50 milioane lei (18 milioane dolari)[1][5]

### Venit net
- 2008: 2,2 milioane euro[2]
- 2006: 11 milioane lei[1]
- 2005: 3 milioane lei[1]